# 鳴蔵駅
鳴蔵駅（ミョンジャンえき）は、大韓民国釜山広域市東萊区にある釜山交通公社4号線の駅である。駅番号は406。

## 駅構造
相対式ホーム2面2線の地下駅。フルスクリーンタイプのホームドアが設置されている。出入口は4箇所に設けられている。

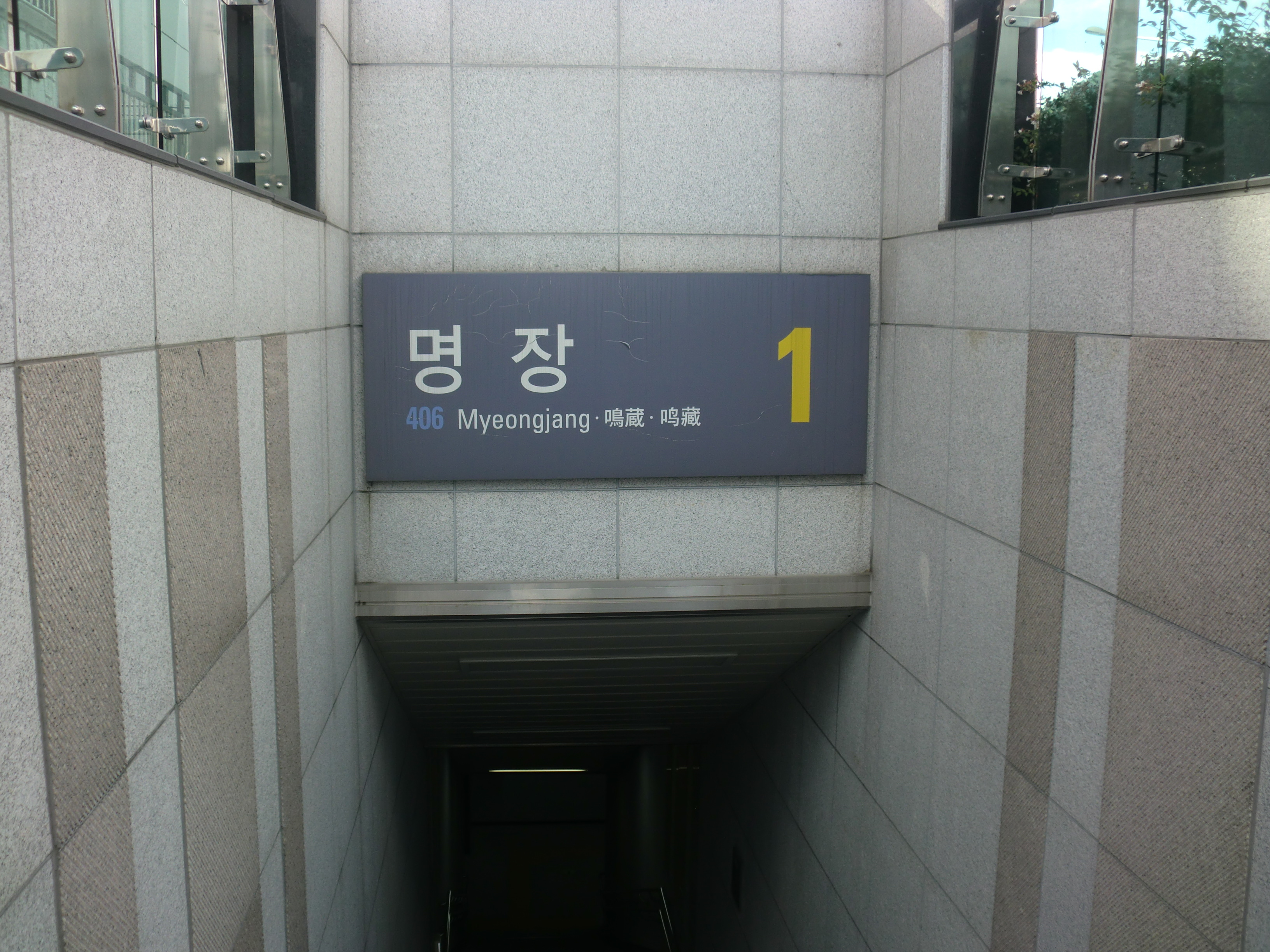
1番出入口（2014年10月）
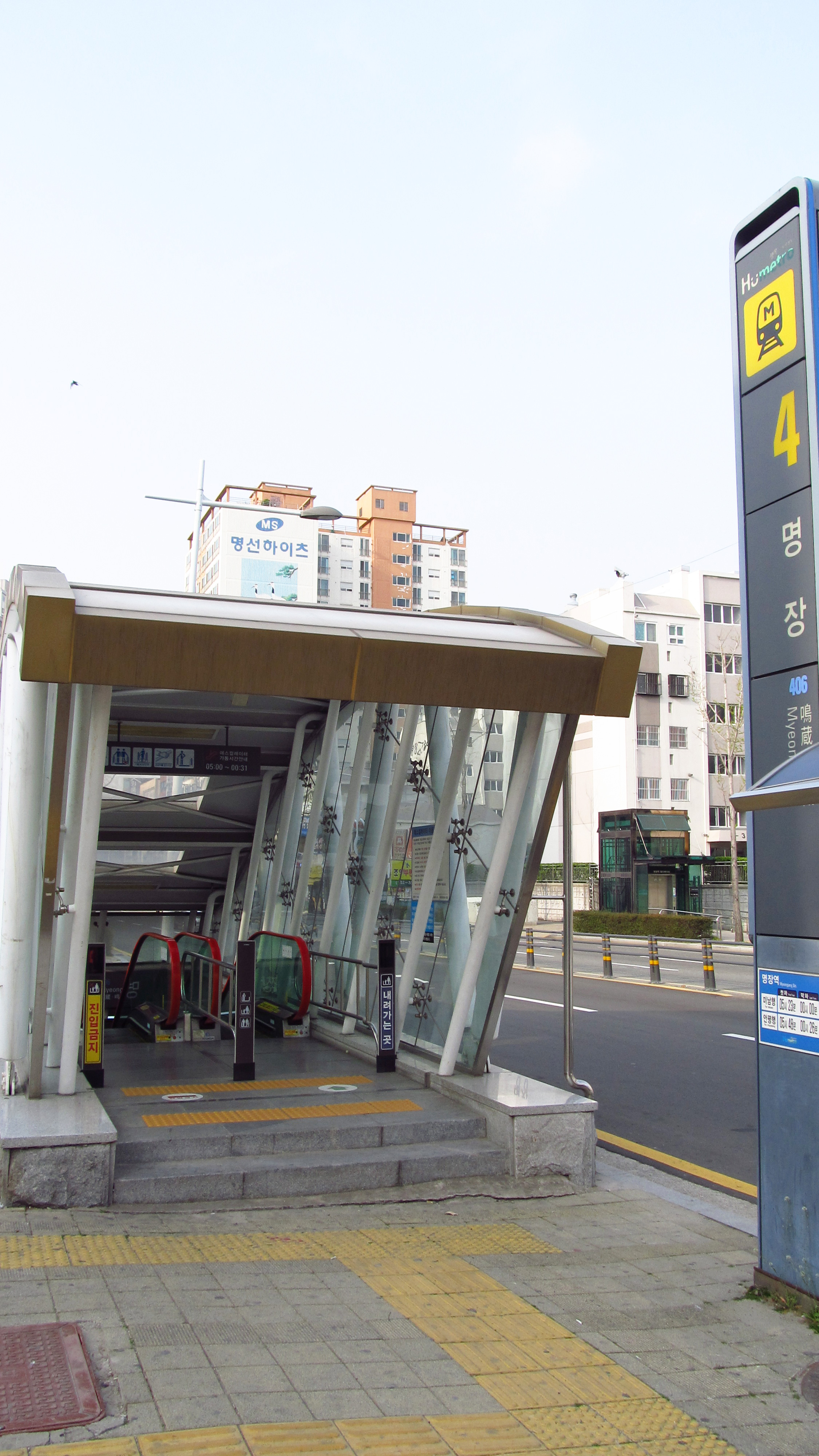
4番出入口（2018年4月）
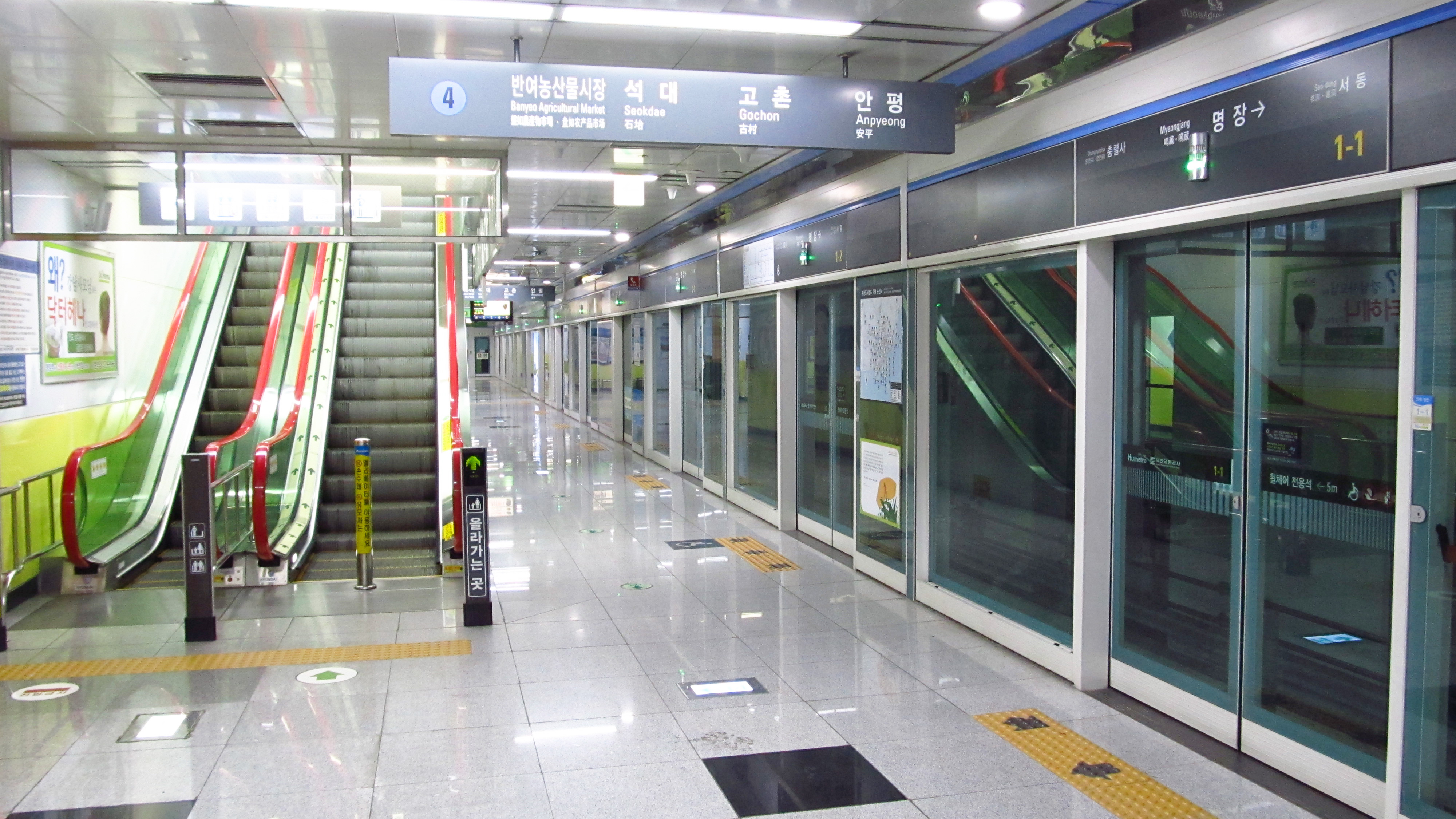
下りホーム（2018年4月）
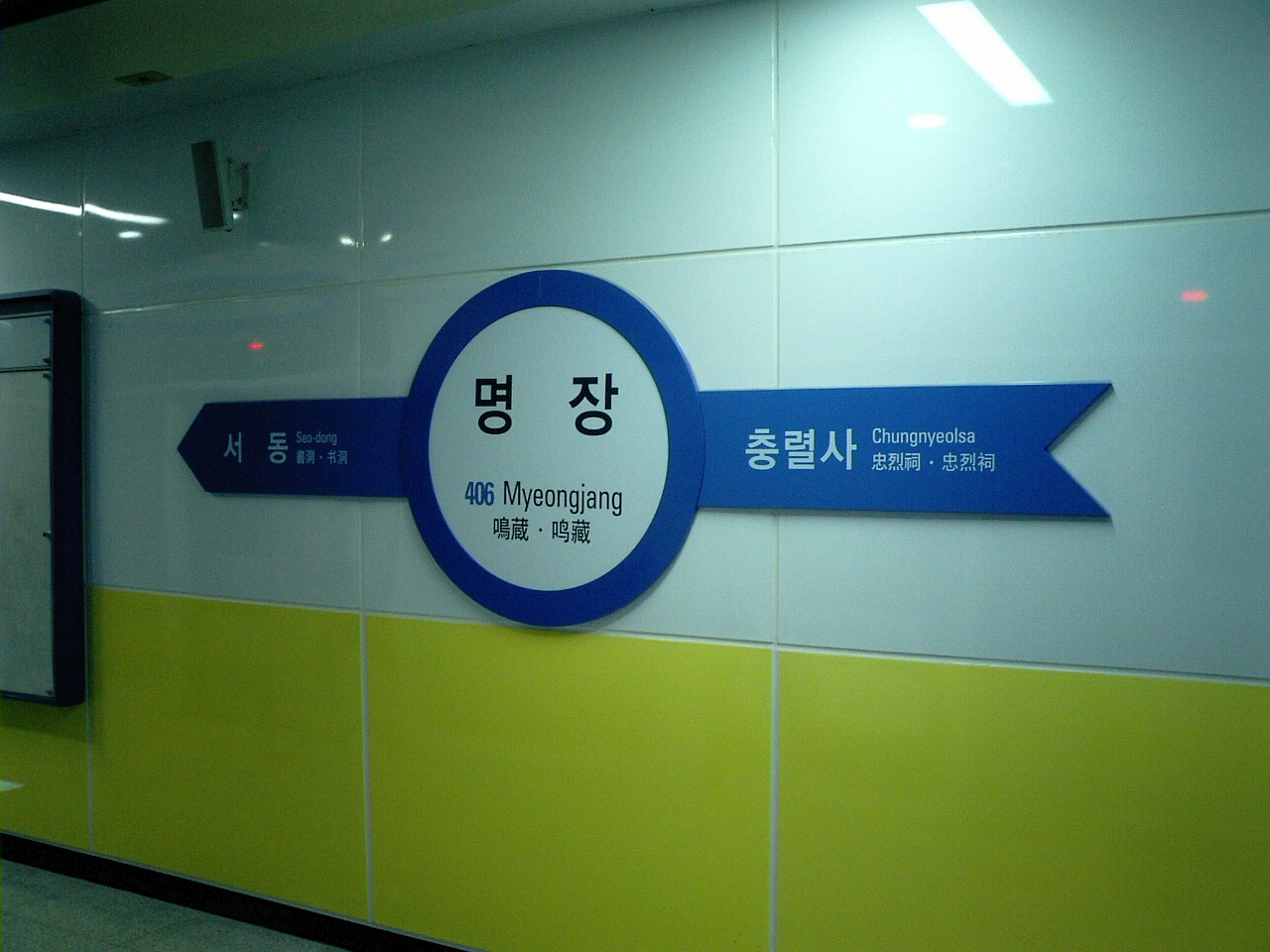
駅名標

### のりば
| 上り | 4号線 | 美南方面 |
| 下り | 4号線 | 安平方面 |

## 歴史
- 2011年3月30日 - 4号線の開通と同時に開業[1]。

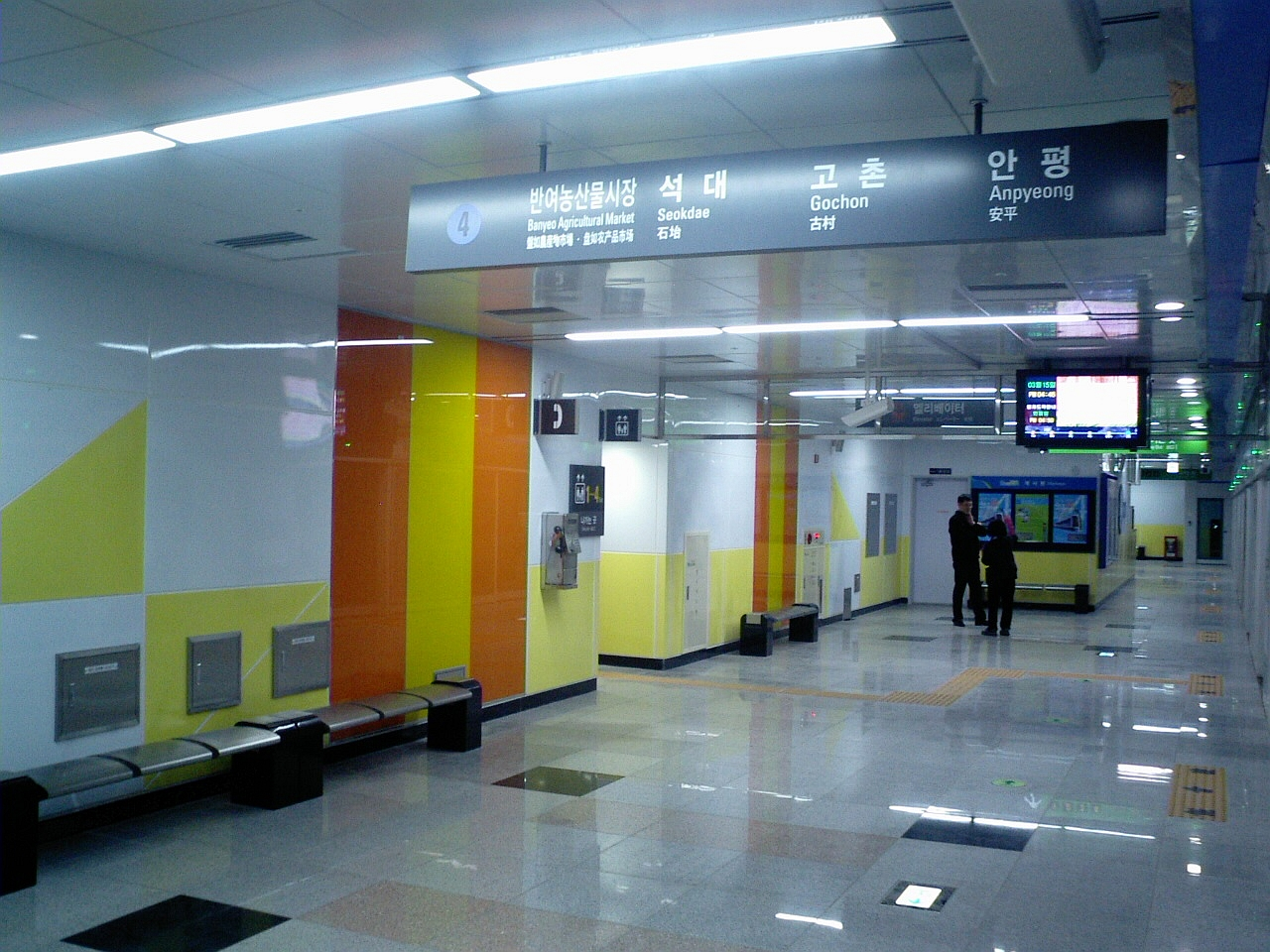
開業前の駅構内（2011年3月15日）

## 駅周辺
周囲には学校が数多く存在する。
- 鳴蔵1洞行政福祉センター
- 鳴蔵2洞行政福祉センター
- 金井郵便局
- 鳴蔵図書館
- 釜山盲学校
- 安楽初等学校
- 忠烈初等学校
- 恵花初等学校
- 明洞初等学校
- 鳴蔵初等学校
- 忠烈中学校
- 東新中学校
- 恵花女子中学校
- 鶴山女子中学校
- 忠烈高等学校
- 金井高等学校
- 恵花女子高等学校
- 鶴山女子高等学校
- 大明女子高等学校

## 隣の駅
釜山交通公社
 4号線
忠烈祠駅 (405) - 鳴蔵駅 (406) - 書洞駅 (407)